# Tunstall (Tyne and Wear)
Tunstall är en stadsdel i Sunderland, i distriktet Sunderland, i grevskapet Tyne and Wear, i England. Tunstall var en civil parish från 1866 till 1967 då den blev en del av Sunderland. Civil parish hade 6 566 invånare år 1961.